# Synodontis marmoratus
Synodontis marmoratus là tên của một loài cá da trơn bơi lộn ngược và là loài đặc hữu của Cameroon. Tại đó, chúng được tìm thấy ở sông Sanage và sông Nyong. Vào năm 1895, nhà động vật học người Thụy Điển Einar Lönnberg dựa trên mẫu vật thu thập từ Bonge, Cameroon.

## Mô tả
Tương tự như nhiều loài trong chi Synodontis, S. caudalis xương đỉnh đầu của chúng kéo dài ra phía sau đến tia vây đầu tiên của vây lưng thì dừng lại. Hai bên đầu chúng mọc ra hai cái xương hẹp, cứng, nhám, chiều dài thì hơn chiều rộng gấp 2 lần, đỉnh thì nhọn. Nhờ bộ phận này mà các nhà nghiên cứu có thể nhận dạng được loài cá này.
Chúng có 3 cặp râu. Một cặp ở hàm trên thì dài, không phân nhánh, không có màng ở nối với cơ thể ở gốc, khi mở rộng thì có chiều dài lớn hơn chiều dài của đầu, tức là chạm vào giữa cái gai ngực. Còn hai cặp ở dưới thì ngắn và phân nhánh
Tia vây đầu tiên của vây lưng và vây ngực thì cứng và có đỉnh nhọn. Ở phần lưng thì hơi cong, dài khoảng 1⁄2 chiều dài của đầu hoặc ngắn hơn một chút, phía trước thì mềm và phía sau thì có răng cưa. Còn ở phần ngực thì dài như vây lưng và có răng cưa ở 2 bên. Vây hậu môn thì có 11 đến 12 tia vây phân nhánh. Vây đuôi thì chia ra làm 2 rất rõ ràng.
Ở hàm trên thì răng của chúng có hình cái đục, còn ở hàm dưới thì có hình chữ S (hay hình cái móc). Số lượng răng ở hàm dưới thường được dùng để phân biệt các loài, ở Synodontis caudovittatus thì hàm dưới có 14 đến 18 cái răng.
Cơ thể của loài cá này có màu nâu hơi đen, màu cẩm thạch trắng. Vây thì màu trắng, màu cẩm thạch đen.
Chiều dài của chúng khi trưởng thành có thể lên đến 4 cm (1.6 in). Nhìn chung thì cá thể giống cái thì to hơn giống đực dù cùng lứa tuổi với nhau.

## Môi trường sống và tập tính
Trong tự nhiên, loài cá này có thể được tìm thấy ở một vùng có kích thước giới hạn ở Bonge, Cameroon.
Hành vi sinh sản của các loài trong chi Synodontis hầu như vẫn chưa rõ, ngoại trừ việc đếm được số lượng trứng từ việc đánh bắt được các cá thể cái. Mùa sinh sản thì có lẽ diễn ra vào mùa lũ từ tháng 7 đến tháng 10, rồi chúng bắt cặp và bơi cùng nhau đến hết mùa sinh sản. Tốc độ phát triển của chúng tăng nhanh vào năm đầu tiên rồi giảm dần theo từng năm.